# 佐倉絆
佐倉 絆（さくら きずな、1989年〈平成元年〉5月30日 - ）は、日本のタレント、実業家。元AV女優。元グラビアアイドル。愛称は、きずぽん。栃木県足利市出身。タレントとしてはアリュール（現・ハーベスターズ）所属。

## 来歴

### メイド→アイドル期
東京・秋葉原にあるメイド喫茶「@ほぉ〜むカフェ」出身。
2011年10月、応募者約300名の中からサンスポアイドルリポーター SIR候補生（SIR20）に選出され、その後3か月の活動（サバイバルレース）により特別賞を受賞し、正規メンバーとなった。
イメージカラーは黄色。
キャッチコピーは1年目が「元メイド!キューティーアイドル!」、
2年目は「破天黄の小悪魔」であった。2014年1月末をもって卒業（卒業スペシャルライブは2月28日に開催）。

### AV女優期
2014年7月1日、自らのブログで、AV女優への転身を発表した。後述のようにアイドル時からラジオやイベントでトイグッズ収集やAV好き（AV関連イベント好き）を公言しており、共演者の吉田豪からAV女優への転身を薦められたこともきっかけの一つに挙げている。デビューと同時に星美りか・坂口みほの・クリスティーンと共に「ミリオンガールズZ」にも抜擢された。
2015年3月3日、スカパー!アダルト放送大賞2015にて新人女優賞、作品賞部門にノミネート。サイゾー賞を受賞した。
同年6月、AV OPEN2015のサポートガールに天使もえ、松岡ちなとともに選ばれる。
自身も「鬼イカセ」（9月1日、レアル・ワークス）でSM・ハード部門に参戦し、3位を受賞した。
同年7月29日、ミリオンガールズZの一員としてJVCケンウッド・ビクターエンタテインメントからメジャーデビュー。AV女優ユニットのメジャーデビューは、恵比寿マスカッツの以来となり、話題になる。
2016年8月6日、ミリオンガールズZの一員としてサンスポアイドルリポーター SIR以来2年ぶりにTOKYO IDOL FESTIVALに出演。
AV OPEN2016、ハード部門「黒人解禁メガチソポ世界大戦（ワールドファック）」（9月1日、レアル・ワークス）で1位を受賞。
2018年5月5日、第30回ピンク大賞新人女優賞を受賞。主演ピンク映画「女ゆうれい 美乳の怨み」が優秀作品賞を受賞。
2019年3月31日、2020年3月31日をもって引退することを表明。
2019年4月8日、第31回ピンク大賞にて助演女優賞を受賞。
2019年10月、ゲオTV×メンズサイゾー ADULT AWARD 2019・キス＆フェラ部門にノミネート。二つ名は「国宝級舌技」。翌年1月10日、メンズサイゾー賞を受賞。
2019年12月4日、スカパー!アダルト放送大賞2020にて女優賞、スカパー！オンデマンドアダルト賞部門にKMPチャンネル推薦でノミネート。本大賞で女優賞を受賞するものの、新型コロナウィルスによる感染症拡大の影響により授賞式が引退後の2020年11月28日に行われた。
2020年4月に開催されたピンク映画ベストテン2019で主演女優賞を受賞。

### 実業家、タレント期
2020年11月16日、ラーメン店開店及びこれに伴う起業を目指していることが報じられ、開業に向けたクラウドファンディングの募集が開始された。2020年12月1日に東京都杉並区に「新潟拉麺なおじ 上井草店」を開業。2021年1月4日、KMP広報部長就任。
AV引退後は飲食業経営者以外のも、映画出演など女優業も継続。2022年12月1日、DMM GAMES「クリムゾン妖魔大戦 新キャラクター声優公開オーディション」にエントリー。また、吉田豪とともにホストを務める「キズポンGO」などトークライブに出演している。
2025年1月、元マネージャーとともにSEEDSプロモーションを立ち上げ代表に就任。飲食業を展開してきた 株式会社KIZUPON代表を辞任。

## 人物
- 同じメイド喫茶で勤務していた元SKE48のメンバーの松村香織は友人（同期[25]）であり、AV転身後も交流関係は続いている。メイド時期は運営主導でセット売りされたことで、最初は嫌いだったという[25]。
- 小さい頃からアニメ、ゲームが好きであり、オタクな一面も持つ。『薄桜鬼 〜新選組奇譚〜』の原田左之助が好きなため、愛犬の名前はさのすけ（チワワ）になったという。
- 2018年8月現在はさのすけに加えさくら、へいすけというチワワも飼っている。
- 見た目はメイド喫茶出身らしく萌え系だが、普段は声が低くサバサバとした口調のため、喋り出すと全く違う印象を持たれるという。加えて会話に下ネタが多く、下ネタキャラとも言われる。但し本人は「わたしは決して下ネタが好きなわけではない！エロスが好きなんだ！」とTwitterで述べている[26]。吉田豪はアイドル時代からトークスキルがあり、キャラ立ちしていたと述べている[4]。
- かつて所属していたアイドルユニットサンスポアイドルリポーターではファッションリーダーの一面も持ち「オシャレ番長」とも呼ばれていた。メンバーのヘアーやコーディネートにアドバイスしたり、自分の古着をメンバーに譲るなどしていた。
- アイドル時代からオナニーが大好きで、所持する玩具の数は200本を超えると数々のインタビューで語っている。
- 2014年9月に発売された週刊プレイボーイ39号に掲載された「人気AV男優の撮影中に仕事を忘れた相手、その瞬間」では、しみけん (AV男優)に、「7500人とセックスをした中で最高の名器」と語られ、同時に同誌でフェラうま女優とも語られている。
- 2019年にAbemaTVで放送されたDTテレビでは吉村卓(AV男優)にフェラの技巧派、森林原人(AV男優)に女優一あそこが綺麗と紹介され、男優人気も高い。
- 同じAV女優のかさいあみとはお互い「ハニー」と呼び合う親友となっている。
- 19歳の時、彼氏の好みでパイパンにして以来、生えなくなってしまった。アイドル時代は水着仕事も多く楽だった[27]が、AVデビュー時は「プロっぽく見える」と関係者に怒られたという[28]。

## 出演

### テレビ
- イカさま☆タコさま（TBS）
- 八重歯ガールズコネクション（エンタ371!）
- 木村魚拓の窓際の向こうに #102（2012年7月8日、パチンコ★パチスロTV!）
- 新・美少女図鑑 #111（2012年12月、エンタ!371）
- レディースバトル 〜二階堂が挑戦〜 #125,#126（2013年3月、パチンコ★パチスロTV!）
- 24時間テレビ エロは地球を救う（2014年8月30日 - 31日、スカパー!オンデマンド）
- 魚拓と成瀬のツキとスッポンぽん #3,#4,#287,#288（2014年9月21日,28日,2020年3月1日,8日、パチ・スロ サイトセブンTV）
- 徳井義実のチャックおろさせて〜や 第5回,第7回（2014年11月8日,2016年10月22日、BSスカパー!）
- 神尻・神ユキのTバックカレッジ #3,#4（2014年12月20日・2015年1月18日、エンタ!959）
- スカパー!アダルト放送大賞2015（2015年3月3日、スカチャン0・BSスカパー!）
- (仮)TV（2015年4月7日 - 9月29日、TOKYO MX）
- もう!バカリズムさんのドH! 第21回（2015年12月28日、NOTTV）
- 侵略!ガルパンダZ （2016年4月12日-6月27日、TOKYO MX）キズナ役
- 男のザップ 生イキ! ジャンポケクルーズ（2017年4月20日、BSスカパー!）
- 阿部乃ちゃんねる（2017年6月2日,7月2日,2019年2月3日,3月2日,2020年12月2日,2021年1月2日、エンタ!959）
- ダラケ! 〜お金を払ってでも見たいクイズ〜 #38,#39（2020年1月13日,27日、BSスカパー!）
- スキモノラボ（2020年11月10日、パラダイステレビ）[29]
- MCOS presentsコスプレファッションショー2023（2023年1月15日、パラダイステレビ）[30]
- 他人のSEXで生きてる人々3（2022年7月、2023年1月-3月、CSヌーヴェルパラダイス）2022年はゲスト、2023年はサブMC

### ネット放送
- SIRアミューズメント放送局 アイドルリポーターのキセキ（2012年4月5日 - 2013年3月7日、下北FM･ニコニコ生放送（ニコニコ動画） ）
- SIRアミューズメント放送局「開店!SIRの生カフェ」（2012年11月2日 - 2014年1月31日、ニコニコ生放送）
- テリー伊藤のTOKYOひとり暮らし娘（2013年4月12日、ひかりTVチャンネル）
- トイズハートプレゼンツBUBKA「きのう誰食べた」（2015年6月3日、ニコニコ生放送、USTREAM）[31]
- ケンドーコバヤシの『AVOPEN2015』徹底解剖SP（2015年8月20日、ニコニコ生放送）
- うしじまいい肉にっこり人生相談 第6回（2015年12月24日、ニコニコ生放送）
- イベルトpresentsナマイベルト 第11回生放送（2016年5月24日、ニコニコ生放送）
- 織田と早川と佐倉の本気も本気!（2016年12月26日 - 、エフジョッキー）
- オリジナルバラエティ番組「当たって砕けろ!!～GO FOR BROKE」（2017年1月31日 - 、東京乙女電波局)
- 水道橋博士のムラットビンビンテレビ
- トイズハートプレゼンツ「ハートの部屋（仮）」 第14回（2017年9月21日、ニコニコ生放送）[32]
- 極楽とんぼKAKERUTV（2018年10月25日[33]、AbemaTV）
- AV紳士 第4夜（2019年2月、ピクションシネマ）
- DTテレビ #74（2019年5月17日[34]、AbemaTV）
- スカパー! アダルト放送大賞2022 授賞式〜スカパー! アダルトの歴史が変わる。新時代のアダルトクイーン決めちゃいますスペシャル!!〜（2022年3月15日（14日深夜）、BSスカパー!（BS241））[35]
- ヒロミ・指原の“恋のお世話始めました”（2022年9月8日、ABEMA）[36]

### ラジオ
- 小野恵令奈 ふぉん・で・りんく（2013年10月16日、文化放送）
- 髭男爵 山田ルイ53世のルネッサンスラジオ (2015年3月2日 - 3月30日,2016年12月5日 - 12月26日,2017年8月7日 - 8月28日,2020年3月 - 、文化放送）

### 成人映画
- ぐしょ濡れ女神は今日もイク!（2017年3月24日公開、オーピー映画） - 「ミク」役
- 揉んで揉乳(もにゅ)〜む 萌えっ娘魔界へ行く（2017年4月14日公開、オーピー映画） - 「和智みくる」役（主演）
- 愛憎の嵐 引き裂かれた白下着（2017年6月16日公開、オーピー映画）- 「小川春美」役（主演）[37]
- 女ゆうれい 美乳の怨み（2017年8月4日公開、オーピー映画）- 「ユウ」役（主演）[38]
- さかり荘 メイドちゃんご用心（2018年3月9日公開、オーピー映画）- 「此花美留」役（主演）[39]
- ピンク・ゾーン2 淫乱と円盤（2018年11月9日公開、オーピー映画）- 「城野えり」役[40]
- スナックあけみ 濡れた後には福来たる（2018年12月14日公開、オーピー映画） - 「深雪」役[41]
- 溢れる淫汁 いけいけ、タイガー（2019年5月24日公開、オーピー映画） - 「マナ」役（主演）[42]
- 愛憎のうねり 淫乱妻とよばれて（2019年11月8日公開、オーピー映画） - 「江口春美」役（主演）[43][44]
- 痴漢電車 夢見る桃色なすび（2020年1月1日公開、オーピー映画） - 「土門未己」役（主演）[45]
- ピンク・ゾーン3 ダッチワイフ慕情（2020年2月14日公開、オーピー映画） - 「東さくら」役（主演）
- はめ堕ち淫行 猥褻な絆（2020年3月6日公開、オーピー映画） -　「ミユキ」役（主演）※2020年10月28日、「おっさんとわたし」に改題、再編集し一般公開[46]。
- 淫靡な女たち  イキたいとこでイク!（2021年4月9日、オーピー映画）
- 裸のタイガー エロス狩り（2022年2月11日、オーピー映画）

### 映画
- 赤いふうせん（2018年8月28日公開、オーピー映画）- 「ユウ」役（主演）　※『女ゆうれい〜』の一般公開用編集作品[47]
- しあわせ配達人・ユリ子（2018年8月31日公開、オーピー映画） - 「ミク」役　※『ぐしょ濡れ女神〜』の一般公開用編集版
- スナックあけみ（2019年8月27日公開、オーピー映画） - 「深雪」役　※『スナックあけみ〜』の一般公開用編集版[48]
- 葵ちゃんはやらせてくれない（2021年5月15日、いまおかしんじ監督、キングレコード）

### オリジナルビデオ
- 新・嬢王ゲーム SEX or LOVE（2016年6月3日（レンタル）/8月3日（セル）、ネクスタシーEX） - 「美華世」役（主演）
- 女雀士杏子（2016年7月1日（セル）/7月25日（レンタル）、コンセプトフィルム） - 「東山杏子」役（主演）
- 新・嬢王ゲーム 帰ってきた伝説の女（2016年11月2日（レンタル）/12月2日（セル）、ネクスタシーEX） - 「美華世」役
- 日韓恋愛慕情　レイナに逢いたくて（2018年、ニューセレクト）[49]
- セクシーエクスチェンジ ブサメンチョーカーで絶倫マン願成就（2019年7月2日、竹書房） - 「由利」役（主演）
- バタフライ・エフェクト レイプ∞リベンジ（2019年4月2日（レンタル）/4月10日（セル）、アルバトロス） - 「なごみ」役

### 配信ドラマ
- 時空変態童貞（2023年2月3日、シネポップ、シネマファスト）[50]
- 真・夜王伝説４ ネオン街No.1への甘美で危険な道（2023年10月4日、ネクスタシーEX、シネポップ）[51]

### 舞台
- NEXT DOOR（2011年、エアースタジオ）
- ただ、ごく稀な非日常という名のイデア（2014年2月27日 - 3月2日、Basement MONSTAR、GULL COMPANY）

### イベント
- P.P.P. 〜今夜はプ女子パーティーでイっちゃうぞバカヤロー! inパラダイス〜佐倉絆プロレス女子入門! 玉城マイ&澁谷果歩がビシビシ鍛える120分一本勝負!（2016年11月4日、東京・レフカダ新宿）[52]
- 佐倉絆のう・た・げ（2020年1月 - 、東京・レフカダ新宿）[53][54]
- KIZUPON GO（2023年1月 - 、東京・高円寺PUNDIT）[22]
- KMP設立20周年記念イベント「真心こめて… ふれあいの大感謝デー」（2023年3月10日、東京・代々木LODGE）- 司会として出演[55]
- 第12回アニクラTMA AV女優と逢えるアニソン & J-POPイベント 4年ぶりの返り咲き『復活響宴』（2023年9月29日、東京・新宿ロフト）[56]
- アニクラTMA13 ～渋谷のウサギの庭に集まれバニー!!～（2024年11月2日、東京・渋谷 CLUB CAMELOT）※撮影タイムのモデルとテキーラガールとして参加[57]。

### ゲーム
- ゲオTVドアップ25 【EYEパネル出題】二つ名は「絆アイ！」（2020年10月1日、ゲオTV）[58][59][60]

### パチンコ
- CRジューシーハニー2（2018年7月、サンセイアールアンドディ）[61]
- PジューシーハニーH（ハーレム）（2023年5月、サンセイアールアンドディ）

## 作品

### DVD

#### イメージビデオ
2013年
- ツンデレ萌エッチ(6月28日、オルスタックピクチャーズ）

2014年
- Limit Break（2月28日、BNS）
- 混浴気分vol.11〜お兄ちゃんと2人だけの温泉旅行〜（5月29日、オルスタックピクチャーズ）
- First Impact（5月30日、グラッソ）

#### アダルトビデオ
2014年
ミリオン専属 ※特記以外ミリオンより発売
- 超美神（8月8日）※Blu-ray版同時発売
- もしも佐倉絆が僕の彼女だったら…（9月12日）※Blu-ray版同時発売
- 極上おもてなし風俗フルコース（10月10日）
- ベストフレンド6（11月14日）
- 4時間5本番（12月12日）
- ミリオンドリーム2014 絶対戦体ミリガーZ 宇宙生命体イカモンと“イカ”セ大決戦スペシャル（12月12日） ※Blu-ray版同時発売

2015年
- イカセ4時間スペシャル（1月9日）
- カワイイコスプレ 佐倉絆（2月13日）
- 潜入捜査官 佐倉絆（3月13日）
- 佐倉絆のファン感謝祭 突撃お宅訪問（4月10日）
- 緊張…興奮… 初中出し解禁!! 佐倉絆（5月8日）※Blu-ray版同時発売
- 裏･佐倉絆（6月12日）
- 新生!ミリオンガールズZがスゴイ!（6月12日）
- 一般素人男性参加完全ガチドキュメント 佐倉絆 童貞筆おろし1泊2日の温泉旅行 何人童貞卒業できるかな?（7月10日）
- AVOPEN 2015-THE DIGEST-（8月1日、AV OPEN）
- デビュー1周年記念 ずっとカメラ目線でセックス 佐倉絆（8月14日）
- IDOL SEX 8時間 佐倉絆（8月14日）※単体ベスト
- 鬼イカセ 佐倉絆（9月1日、レアル・ワークス）※AV OPEN2015エントリー作品
- 地元凱旋SEX 佐倉絆（9月11日）
- 佐倉絆と上原亜衣のダブルドリーム（10月9日）
- 佐倉絆 青姦SEX 10本番（11月13日）
- 超高級中出し性感風俗スペシャル 佐倉絆（12月11日）

2016年
- 中出し10連発 佐倉絆（1月8日）
- うしじまいい肉プロデュース 佐倉絆×コスプレ×リアルエロ（2月12日）
- ミリオン専属女優たちによる鬼フェラスペシャル!（2月12日）
- 全部丸見え!超肉眼中出しエロティシズム 佐倉絆（3月11日）
- トップセクシーアイドル夢見る仲良しJK5人組のえっちな放課後活動 ～マシュマロ3d＋がんばっちゃいマシュ◆～（3月11日）
- 最強セクシーガールズユニット!ミリオンガールズZ 8時間コンプリートBEST!（3月11日）
- 緊縛令嬢 佐倉絆（4月8日）
- 激イキ絶頂ピストン乱交SEXノンストップ3時間 佐倉絆（5月13日）
- 強制中出しバス痴漢 佐倉絆（6月10日）
- 義父に犯される若妻 佐倉絆（7月8日）
- AVデビュー2周年記念 プールサイド青姦セックス 佐倉絆（8月12日）
- 黒人解禁メガチ●ポ世界大戦（ワールドファック） 佐倉絆（9月1日）※AV OPEN2016エントリー作品、ハード部門1位作品
- IDOL SEX 8時間vol.2 佐倉絆（9月9日）
- 発情するカラダ　媚薬セックス　佐倉絆（10月14日）
- 佐倉絆 淫語セックス ローション＆オイルの液体まみれであなたを見つめ卑猥に囁く…（11月11日）
- 佐倉絆 パーフェクトコスプレ（12月9日）

2017年
- 佐倉絆 黒人メガチ●ポレズ乱交インターナショナルＦＵＣＫ（1月13日）
- きずぽん私物の大量オモチャ持参で挑戦!!　24時間監禁イカセマラソン　佐倉絆（2月10日）
- 佐倉絆 ごっくん初解禁 大量精子20発（3月10日）
- 緊縛コスプレ 佐倉絆（4月14日）
- 親友の夫との欲情不倫　佐倉絆（5月12日）
- 触手覚醒 佐倉絆（6月9日）
- 佐倉絆 いやらしい日焼けあとセックス（7月14日）
- AVデビュー3周年記念 佐倉絆 ガチンコ逆ナンパIN京都（8月11日）
- 拘束M女中出し 佐倉絆（9月8日）
- 職場強姦快楽に堕ちたOL妻佐倉絆背徳感あふれる不貞の日々（10月13日）
- 佐倉絆 パーフェクトコスプレSUPER（11月10日）
- 中出し20連発 佐倉絆（12月8日）

2018年
- 黒人レイプ　佐倉絆（1月12日）
- 佐倉絆 性感風俗プレミアム（2月9日）
- 佐倉絆 中出し孕ませ新婚生活（3月9日）
- 院内性交 恥辱の背徳ナース 佐倉絆（4月13日）
- 佐倉絆　恍惚の緊縛羞恥 輪姦顔射（5月11日）
- きずぽんのフレ!!フレ!! 性のお悩み相談室 (6月8日)
- 佐倉絆 なりきりコスプレ ワールド (7月20日)
- 佐倉絆 29歳 デビュー4周年記念 新人女優 さくらきずな 18歳 AVデビュー (8月10日)
- 佐倉絆 酒酔い巨根乱交 中出し30発4時間 (9月14日)
- 佐倉絆 2枚組8時間BEST 36タイトル30SEX (9月14日) ※単体ベスト
- 都内で生本番できると噂のおっぱぶ店に佐倉絆が1日店長として降臨 (10月12日)
- 佐倉絆 アイドル羞恥輪姦ライブ (11月9日)
- 佐倉絆セルフプロデュース企画　AV監督デビュー!! (12月14日) ※監督兼任

2019年
- 佐倉絆 ぶっかけ解禁 顔射60発 (1月11日)
- 佐倉絆 美尻 膣奥スローセックス (2月8日)
- 佐倉絆　完全主観　中出し4本番3時間SP (3月8日)
- 佐倉絆 フェラチオ大好き AV業界屈指の技巧派 絡みつく舌 しつこいチ○ポ舐め (4月12日)
- 佐倉絆 時間停止の世界 時を止められて永遠に犯される (5月17日)
- 佐倉絆 カワイイキャラコスプレ (6月14日)
- 佐倉絆 チコツちゃんにシコられる! (7月12日)
- 佐倉絆 デビュー5周年記念ドラマ作品 さよならの時間 (8月9日)[62]
- 佐倉絆 レズ4本番 超人気女優豪華共演スペシャル (9月13日)
- 佐倉絆30タイトル500分2枚組BEST (9月13日) ※単体ベスト
- 佐倉絆 完全主観1泊2日プライベート中出し旅行 (10月11日)
- 佐倉絆 連続絶頂イキまくり温泉旅館 きずぽん禁欲30日 性感おもてなしでアクメ解禁 (11月8日)
- 佐倉絆 初アナル解禁 (12月13日)

2020年
- 佐倉絆 in ドイツ ゲルマンFUCK (1月17日)
- 佐倉絆 オトナのキズナ 痴女 NTR ロングヘアー いつもと違う大人なセックス (2月14日)
- ちんシャブ大好き女 佐倉絆 (2月14日、REAL)
- 佐倉絆 引退 (3月13日)

## 書籍

### 雑誌
- 週刊現代（2011年、講談社）
- 週刊プレイボーイ（2014年、集英社）
- ヤングアニマル（2014年、白泉社）
- アサヒ芸能（2014年7月31日・8月28日、徳間書店）
- ヤングアニマル嵐（2014年10月3日、白泉社）
- FLASH（2014年11月11日、光文社）
- 週刊ポスト（2014年12月19日、小学館）
- サイゾー（2015年5月18日、株式会社サイゾー）
  - 下着と水着の考証学#25
- 月刊ソフト・オン・デマンド（2015年8月18日、ソフト・オン・デマンド）※巻頭グラビア
- AV OPEN 2015（2015年8月25日、ソフト・オン・デマンド）
- アサヒ芸能（2015年12月21日、徳間書店）
- 週刊プレイボーイ（2016年1月、集英社）
- 週刊大衆(2017年5月1日号、双葉社)

### 単行本
- 八重歯ガール（2011年12月20日、朝日新聞出版）ISBN 4022508620

### 写真集
- 逢魔（2014年8月21日、双葉社、撮影:福島裕二）ISBN 978-4575307283
- ぐるっとまわせる！原寸大おっぱい図鑑3D（2019年2月4日、一迅社　撮影：須崎祐次、監修：安田理央）‐Dカップモデル[63]

### トレーディングカード
- ジューシーハニー THE DELUXE 2017

### 新聞コラム
- 東京スポーツ（2015年10月 - 、東京スポーツ新聞社）
  - 佐倉絆のオモチャのピチャピチャピチャ ※隔週火曜日号

## CDシングル
- あなたへのサプライズ　CW ぞっこんLOVESTORY（2014年6月、KIZNAレーベル)

ミリオンガールズZ
- 1000000テレパシー/Good by time（2014年10月6日、トップマーシャル)
- I（LOVE）MGZ（2015年7月29日、JVCケンウッド・ビクターエンタテインメント)

## グッズ
- ReProduce リプロデュース 佐倉絆（2014年7月、ケイ・エム・プロデュース）
- kmp PREMIUM HOLE プレミアムホール（2015年5月29日、ケイ・エム・プロデュース）
- MGZ ラフレシア ver2015（2015年6月29日、ケイ・エム・プロデュース）
- 極上女器 06 佐倉絆 PREMIUM Edition（2015年11月30日、ケイ・エム・プロデュース）
- 佐倉絆の中出しホール（2016年1月、ケイ・エム・プロデュース）
- 佐倉絆プロデュースバイブ 絶対角度 （2017年1月、ケイ・エム・プロデュース）
- 3Dスキャンしてみた 佐倉絆の尻（2016年9月、ケイ・エム・プロデュース）
- 3Dスキャンしてみた 佐倉絆のおっぱい（2017年3月、ケイ・エム・プロデュース）
- 3Dスキャンしてみた 佐倉絆の口（2017年3月、ケイ・エム・プロデュース）